# Théorème de Parthasarathy
 (décembre 2016).
Si vous disposez d'ouvrages ou d'articles de référence ou si vous connaissez des sites web de qualité traitant du thème abordé ici, merci de compléter l'article en donnant les références utiles à sa vérifiabilité et en les liant à la section « Notes et références ».
 (décembre 2018).
En mathématiques et plus précisément en théorie des jeux, le théorème de Parthasarathy est un théorème découvert par le mathématicien indien Thiruvenkatachari Parthasarathy.
Dans l'étude des jeux sur le carré unité[Quoi ?], ce théorème est une généralisation du théorème du minimax de von Neumann.